# وونس‌درخت
وونس‌درخت (به هلندی: Woensdrecht) یک شهرستان در هلند است که در برابانت شمالی واقع شده‌است. وونس‌درخت ۲۴ متر بالاتر از سطح دریا واقع شده‌است.